# Болли Болласон
Болли Болласон (также Болли Боллисон, Болле Боллесон) — живший в начале XI века исторический персонаж средневековой исландской «Саги о людях из Лососьей долины». Родился в урочище Эрлюгсстадир на полуострове Снайфедльснес в Исландии. Жил в окрестности священной горы
Хельгафелл и в Тунге — доме вождя Снорри Годи, также известного героя саг. Пользовался высоким авторитетом как среди современных ему скандинавских правителей, так и в Византийской империи. Служа в византийской армии, вошёл в состав личной охраны императора. По возвращении в Исландию, за роскошное убранство и богатое оружие получил прозвище «Горделивый Болли».
В литературном контексте исландских саг значение Болли увеличивается тем, что он был сыном других известных персонажей — Болли Торлейкссона и Гудрун Освиврдоттир.
Упоминается в конце саги «Прядь о Дерзком Халли»; о нём также написана отдельная история (т. н. «прядь») Bollaþáttur, добавленная в начале XIV века.

## Лаксдельская сага

### Исторический фон

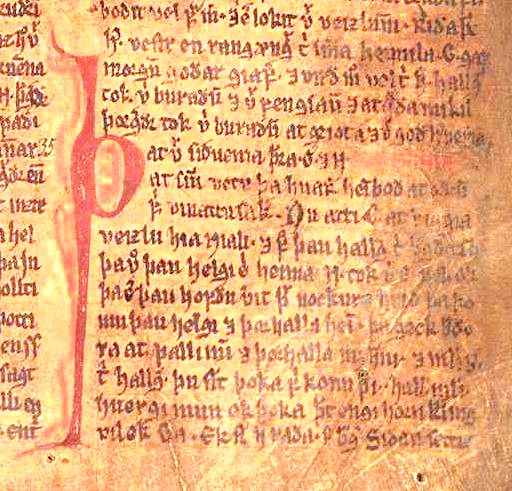
Страница из пергаментной рукописи Möðruvallabók, в которой содержится сага Laxdæla и рассказ о Болли —Bollaþáttur.

Действие саги разворачивается в долине Лаксдаль (Лососьей долине). Центральный персонаж — красавица Гудрун, дочь Освивра. За Гудрун ухаживали два молочных брата: Кьяртан, сын Олава и Болли, сын Торлейка. Гудрун отдавала предпочтение Кьяртану, но в конце концов выбрала Болли из-за ложного слуха о том, что Кьяртан был обручен с Ингибьёрг, сестрой конунга Олафа Трюггвасона. С этого началась вражда между братьями, закончившаяся тем, что Болли убил Кьяртана, а его самого убили родственники Кьяртана.

### Повествование о Болли
Семья и ранние годы

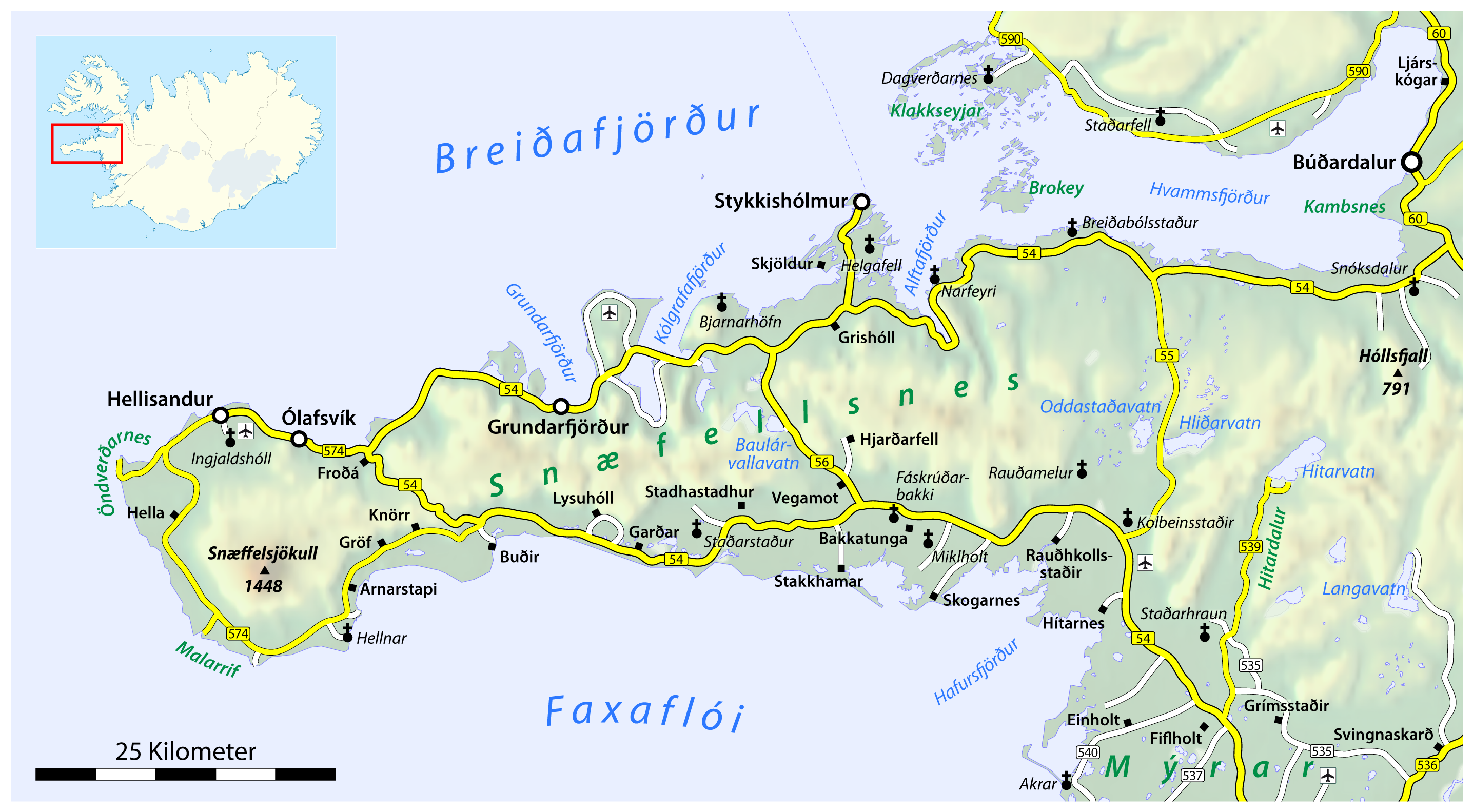
Местность Снайфедльснес, где родился Болли

Болли Болласон входил в клан «Людей из Лососьей долины», живший в Западной части Исландии. Согласно саге, родился в 1004 году у Гудрун Освиврдоттир в зиму после гибели его отца Болли, погибшего в междоусобице, возникшей из-за соперничества за руку Гудрун. Вырос в доме известного кланового вождя Снорри Годди с матерью и старшим братом Торлейком.
Когда Болли исполнилось восемнадцать, он попросил выделить ему часть отцовского наследства, поскольку он намеревался посвататься к Тордис, дочери Снорри. Он отправился с отчимом в Тунгу, и его предложение было принято; в то же лето состоялась свадьба.
Вскоре на сходке в Торнессе братья заключили мир с сыновьями Олафа, убившими их отца. В качестве возмещения за убийство Болли получил хороший меч, и между кланами был достигнут мир.
Служба в Византии

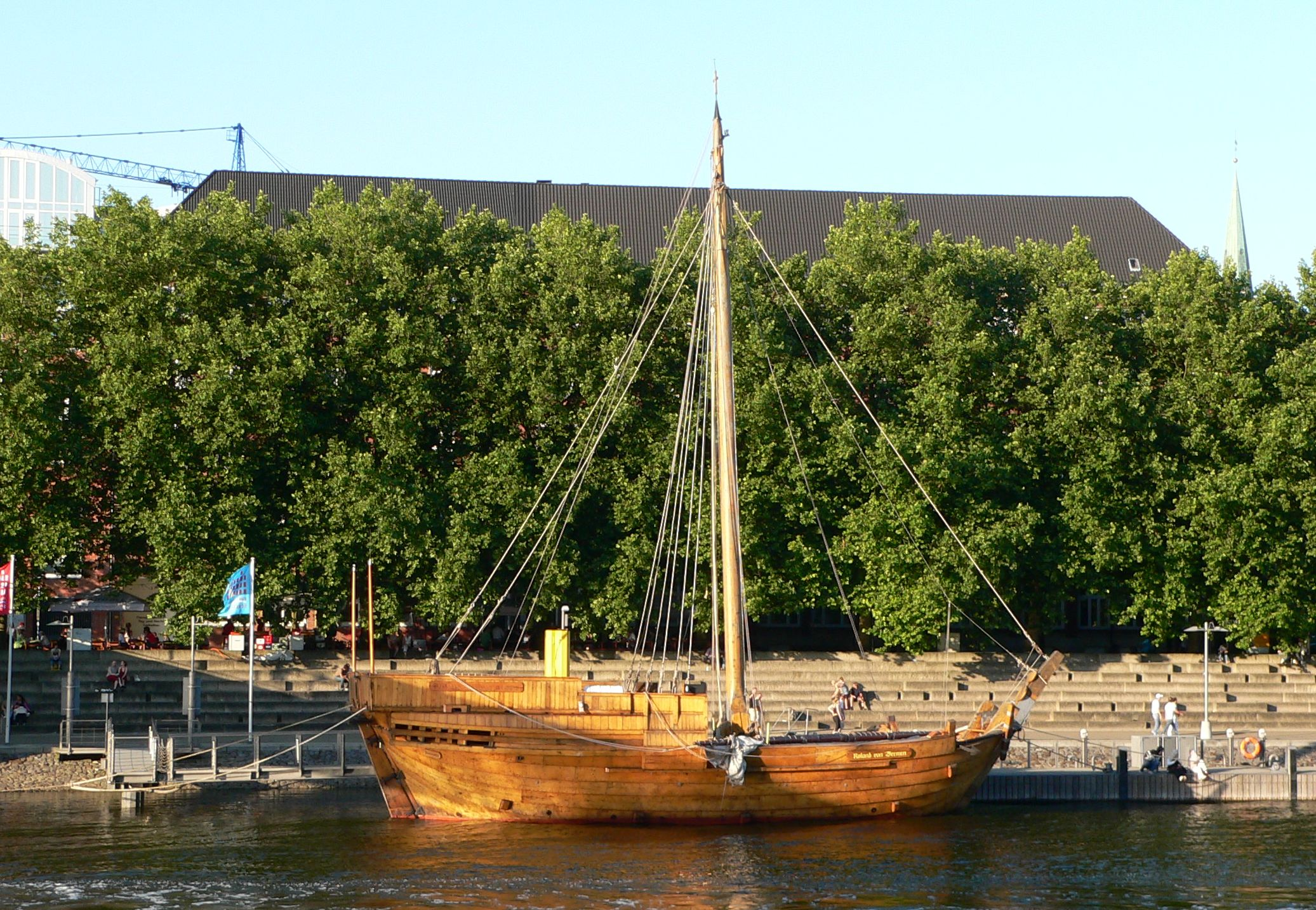
Торговый корабль (когг) того типа, на котором Болли мог отправиться в Данию

В документах сохранились подробные сведения о путешествиях Болли и его брата Торлейка; особенно отмечалась служба Болли в Варяжской гвардии византийского императора. Братья покинули Исландию, взяв с собой «много денег», и осенью достигли Норвегии. Зиму они провели в Тронхейме, при этом король Олаф II зимовал в Сарпсборг. Ранней весной братья отправились на восток, чтобы встретиться с королём. Король высоко оценил Болли, как человека, «не имеющего равных среди мужей, когда-либо приходивших из Исландии».
Затем Болли отправился в Данию, увозя с собой богатые прощальные подарки короля Олафа, Торлейк же остался в Норвегии. Болли провел зиму в Дании, где он был принят так же тепло, как и в Норвегии. Из Дании он отправился в Константинополь, где был принят на службу в Варяжскую гвардию императора; сага сообщает, что «он считался самым доблестным во всех нелегких делах, и всегда шел в первых рядах». Подробно описывается наряд, который Болли и его дружинники получили от византийского императора (скорее всего речь идет о Романе III), а также тот почет, с каким его встретили после возвращения в Исландию.
Снова в Исландии
Когда Болли возвратился в Исландию, он выглядел весьма импозантно:
Все они были хороши собой, но Болли превосходил их всех. Он был в тех дорогих одеждах, которые ему подарил король Миклагарда. Кроме того, на нем был пурпурный плащ, а за поясом у него был меч Фотбит. Его крестовина и навершие были украшены золотой резьбой, а рукоятка была обвита золотой нитью. На голове у него был золочёный шлем, а на боку — красный щит, на котором был изображён золотой рыцарь. В руке у него была пика, как это принято в других странах. Везде, где они останавливались, женщины оставляли все свои дела и только смотрели на Болли и на его великолепие и на его сотоварищей.
За пристрастие к богатой одежде и оружию Болли получил прозвище «Горделивый» (исл. «Bolli hinn prúði»): «Болли привез с собой большие богатства и много драгоценностей, которые ему подарили высокопоставленные люди. Болли так привык к пышности, когда он вернулся из своего путешествия, что не желал носить никакой другой одежды, кроме одеяний из пурпурных и других дорогих тканей, и все его оружие было украшено золотом. Его называли Болли Горделивый».
Тордис встретила Болли с радостью. После смерти Снорри Болли поселился в его поместье Тунга.
У Болли и Тордис было двое детей: Хердис Боладоттир и Оспак Болассон.